# Stéphane Henchoz
‎
Stéphane Henchoz, švicarski nogometaš in trener, * 7. september 1974, Billens, Švica.
Henchoz je nekdanji branilec. Za švicarsko nogometno reprezentanco je odigral 72 tekem in nastopil na evropskih prvenstvih v letih 1996 in 2004.